# Trilogia della Guerra degli Antichi
La trilogia della Guerra degli Antichi (War of the Ancients Trilogy) è una serie di tre romanzi fantasy scritta da Richard A. Knaak, pubblicati fra il 2004 e il 2005, ambientati nell'universo di Warcraft.

## Libri
- Il Pozzo dell'Eternità (The Well of Eternity, 2004)
- L'Anima dei Demoni (The Demon Soul, 2004)
- L'abisso (The Sundering, 2005)

## Trama
La storia narra dei fatti della Guerra degli Antichi, un grande conflitto avvenuti agli albori della civiltà nell'universo di Warcraft. Tre personaggi - l'umano Rhonin, il drago Korialstrasz e l'orco Broxigar vengono spediti indietro nel tempo per impedire agli Dei Antichi di modificare il corso degli eventi.

### Personaggi principali
- Broxigar
- Rhonin
- Korialstrasz/Krasus
- Malfurion Stormrage
- Illidan Stormrage
- Tyrande Whisperwind
- Azshara
- Jarod Shadowsong

### Personaggi secondari
- Eletti e Legione Infuocata
  - Archimonde
  - Dath'Remar Sunstrider
  - Hakkar
  - Mannoroth
  - Varo'then
  - Lady Vashj
  - Lord Xavius

- Antichi e resistenza elfica
  - Agamaggan
  - Aviana
  - Cenarius
  - Kur'talos Ravencrest
  - Maiev Shadowsong
  - Malorne
  - Shandris Feathermoon

- Draghi
  - Alexstrasza
  - Deathwing
  - Malygos
  - Nozdormu
  - Soridormi
  - Tyranastrasz
  - Ysera